# Solà de Claverol
El Solà de Claverol és una solana al terme municipal de Conca de Dalt, a l'antic terme de Claverol, al Pallars Jussà, en territori que havia estat del poble de Claverol. Es troba al sud-oest de Claverol, a la dreta del barranc de Claverol. Per damunt seu, per la carena de la serreta on es troba el Solà, discorre el Camí Vell.